# Helldivers
Helldivers är ett top-down shoot 'em up-spel utvecklat av Arrowhead Game Studios. Spelet släpptes till Playstation 3, Playstation 4 och Playstation Vita med cross-play. Det har co-op med två spelare eller online, eller en kombination av båda, för upp till fyra spelare. Utvecklarna tog inspiration från militära science fiction-filmer som Aliens och Starship Troopers. Även om singleplayer finns tillgängligt är avsikten för två till fyra spelare att samarbeta på uppdrag i fiendestyrda planeter. Nästan varje vapen eller verktyg tillgängliga för spelare kan skada deras lagkamrater, vilket gör att disciplin och samordning spelar en avgörande roll.